# Euphorbia capmanambatoensis
Euphorbia capmanambatoensis es una especie fanerógama perteneciente a la familia Euphorbiaceae. 

## Distribución y hábitat
Es endémica de Madagascar, donde se encuentra en la Provincia de Antsiranana. Se hábitat natural son las áreas rocosas. Está tratada en peligro de extinción por pérdida de hábitat. 

## Taxonomía
Euphorbia capmanambatoensis fue descrita por Werner Rauh y publicado en Kakteen und andere Sukkulenten 46(9): 219–221. 1995.
Etimología
Euphorbia: nombre genérico que deriva del médico griego del rey Juba II de Mauritania (52 a 50 a. C. - 23), Euphorbus, en su honor – o en alusión a su gran vientre –  ya que usaba médicamente Euphorbia resinifera. En 1753 Carlos Linneo asignó el nombre a todo el género.
capmanambatoensis: epíteto geográfico que alude a su localización en Cap Manambato en Madagascar.